# Composition des équipes de la Ligue mondiale de volley-ball 2013

## Allemagne
| No                                       | Nom                                      | Date de naissance                        | Taille | Poids | Poste                        | Club                           |
| ---------------------------------------- | ---------------------------------------- | ---------------------------------------- | ------ | ----- | ---------------------------- | ------------------------------ |
| 1                                        | Christian Fromm                          | 15 août 1990                             | 204    | 99    | Réceptionneur-attaquant      | Gherardi SVI Città di Castello |
| 2                                        | Markus Steuerwald                        | 7 mars 1989                              | 182    | 85    | Libero                       | Paris Volley                   |
| 3                                        | Jan-Philipp Marks                        | 3 avril 1992                             | 196    | 86    | Réceptionneur-attaquant      | Université d'Hawaï             |
| 4                                        | Merten Krüger                            | 8 novembre 1990                          | 195    | 93    | Passeur                      | evivo Düren                    |
| 5                                        | Dirk Westphal                            | 31 janvier 1986                          | 203    | 92    | Réceptionneur-attaquant      | Knack Volley Roeselare         |
| 6                                        | Denys Kaliberda                          | 24 juin 1990                             | 193    | 95    | Réceptionneur-attaquant      | Tonno Callipo Vibo Valentia    |
| 7                                        | Sebastian Krause                         | 16 octobre 1989                          | 203    | 100   | Attaquant                    | VfB Friedrichshafen            |
| 8                                        | Marcus Böhme                             | 25 août 1985                             | 211    | 116   | Central                      | Altotevere San Giustino        |
| 9                                        | Björn Höhne                              | 27 mars 1991                             | 192    | 90    | Réceptionneur-attaquant      | Berlin Recycling Volleys       |
| 10                                       | Jochen Schöps                            | 8 octobre 1983                           | 200    | 100   | Attaquant                    | Asseco Resovia Rzeszów         |
| 11                                       | Lukas Kampa                              | 29 novembre 1986                         | 196    | 90    | Passeur                      | VK Lokomotiv Kharkiv           |
| 12                                       | Ferdinand Tille                          | 8 décembre 1988                          | 185    | 75    | Libero                       | Arago de Sète                  |
| 13                                       | Simon Hirsch                             | 3 avril 1992                             | 204    | 88    | Central                      | Generali Haching               |
| 14                                       | Tom Strohbach                            | 27 mai 1992                              | 196    | 83    | Réceptionneur-attaquant      | Generali Haching               |
| 15                                       | Tim Broshog                              | 2 décembre 1987                          | 205    | 112   | Central                      | Moerser SC                     |
| 16                                       | Felix Fischer                            | 27 février 1983                          | 203    | 88    | Central                      | Berlin Recycling Volleys       |
| 17                                       | Patrick Steuerwald                       | 3 mars 1986                              | 180    | 80    | Passeur                      | Generali Haching               |
| 18                                       | Georg Klein                              | 22 août 1991                             | 201    | 94    | Central                      | evivo Düren                    |
| 19                                       | Paul Sprung                              | 5 mars 1991                              | 205    | 94    | Central                      | Netzhoppers KW-Bestensee       |
| 20                                       | Philipp Collin                           | 28 octobre 1990                          | 204    | 98    | Central                      | VC Dresden                     |
| 21                                       | Felix Isaak                              | 2 septembre 1989                         | 200    | 79    | Central                      | TV Rottenburg                  |
| 22                                       | Sebastian Kühner                         | 15 mars 1987                             | 203    | 91    | Passeur                      | Berlin Recycling Volleys       |
|                                          |                                          |                                          |        |       |                              |                                |
| Encadrement technique                    | Encadrement technique                    |                                          |        |       | Légende                      | Légende                        |
| Entraîneur : Vital Heynen                | Entraîneur : Vital Heynen                | Entraîneur : Vital Heynen                |        |       | : Capitaine                  | : Capitaine                    |
| Entraîneur(s) adjoint(s) : Stefan Hübner | Entraîneur(s) adjoint(s) : Stefan Hübner | Entraîneur(s) adjoint(s) : Stefan Hübner |        |       | : Joueur blessé actuellement | : Joueur blessé actuellement   |

## Argentine
| No                                           | Nom                                          | Date de naissance                            | Taille | Poids | Poste                        | Club                         |
| -------------------------------------------- | -------------------------------------------- | -------------------------------------------- | ------ | ----- | ---------------------------- | ---------------------------- |
| 1                                            | Pablo Koukartsev                             | 25 mars 1993                                 | 202    | 102   |                              | Argentine                    |
| 2                                            | Ivan Castellani                              | 19 janvier 1991                              | 196    | 82    | Attaquant                    | Puerto San Martín            |
| 3                                            | Demián González                              | 21 février 1983                              | 192    | 81    | Passeur                      | UPCN Voley Club              |
| 4                                            | Martin Ramos                                 | 26 août 1991                                 | 199    | 88    | Central                      | UPCN Voley Club              |
| 5                                            | Nicolás Uriarte                              | 21 mars 1990                                 | 192    | 82    | Passeur                      | Buenos Aires Unidos          |
| 6                                            | Cristian Poglajen                            | 14 juillet 1989                              | 195    | 93    | Réceptionneur-attaquant      | Sarmiento Santana Textiles   |
| 7                                            | Facundo Conte                                | 25 août 1989                                 | 198    | 90    | Réceptionneur-attaquant      | Dinamo Krasnodar             |
| 8                                            | Federico Franetovich                         | 13 octobre 1991                              | 200    | 90    | Central                      | Buenos Aires Unidos          |
| 9                                            | Rodrigo Quiroga                              | 23 mars 1987                                 | 190    | 87    | Réceptionneur-attaquant      | Minas Tennis Clube           |
| 10                                           | Nicolas Bruno                                | 24 février 1989                              | 188    | 84    | Réceptionneur-attaquant      | Buenos Aires Unidos          |
| 11                                           | Sebastian Solé                               | 12 juin 1991                                 | 202    | 88    | Central                      | Ciudad de Bolivar Club       |
| 12                                           | Federico Pereyra                             | 19 juin 1988                                 | 200    | 99    | Réceptionneur-attaquant      | Electtrosud Brolo            |
| 13                                           | Tomas Ruiz                                   | 16 avril 1992                                | 175    | 65    | Libero                       | Velez Sarsfield Club         |
| 14                                           | Pablo Crer                                   | 12 juin 1989                                 | 205    | 78    | Central                      | Ciudad de Bolivar            |
| 15                                           | Luciano De Cecco                             | 2 juin 1988                                  | 193    | 89    | Passeur                      | Copra Elior Piacenza         |
| 16                                           | Alexis Rubén González                        | 21 juillet 1981                              | 184    | 83    | Libero                       | Ciudad de Bolivar            |
| 17                                           | Bruno Romanutti                              | 5 juillet 1989                               | 194    | 94    | Attaquant                    | Buenos Aires Unidos          |
| 18                                           | Facundo Santucci                             | 6 mars 1987                                  | 186    | 86    | Libero                       | Club Atletico Boca Juniors   |
| 19                                           | Maximiliano Gauna                            | 29 avril 1989                                | 197    | 93    | Central                      | Sarmiento Santana Textiles   |
| 20                                           | Pablo Bengolea                               | 8 mai 1986                                   | 198    | 91    | Réceptionneur-attaquant      | UPCN Voley Club              |
| 21                                           | Juan Ignacio Finoli                          | 5 novembre 1991                              | 189    | 84    | Passeur                      | Club de Amigos               |
| 22                                           | Guillermo García                             | 21 septembre 1983                            | 193    | 92    | Réceptionneur-attaquant      | Ciudad de Bolívar            |
|                                              |                                              |                                              |        |       |                              |                              |
| Encadrement technique                        | Encadrement technique                        |                                              |        |       | Légende                      | Légende                      |
| Entraîneur : Javier Weber                    | Entraîneur : Javier Weber                    | Entraîneur : Javier Weber                    |        |       | : Capitaine                  | : Capitaine                  |
| Entraîneur(s) adjoint(s) : Marcos Milinkovic | Entraîneur(s) adjoint(s) : Marcos Milinkovic | Entraîneur(s) adjoint(s) : Marcos Milinkovic |        |       | : Joueur blessé actuellement | : Joueur blessé actuellement |

## Brésil
| No                                           | Nom                                          | Date de naissance                            | Taille | Poids | Poste                        | Club                         |
| -------------------------------------------- | -------------------------------------------- | -------------------------------------------- | ------ | ----- | ---------------------------- | ---------------------------- |
| 1                                            | Bruno Mossa de Rezende                       | 2 juillet 1986                               | 190    | 76    | Passeur                      | RJX Rio de Janeiro           |
| 2                                            | Isac Santos                                  | 13 décembre 1990                             | 205    | 84    | Central                      | BMG São Bernardo             |
| 3                                            | Eder Carbonera                               | 19 octobre 1983                              | 204    | 101   | Central                      | SESI SP                      |
| 4                                            | Wallace de Souza                             | 26 juin 1987                                 | 198    | 87    | Attaquant                    | Sada Cruzeiro Vôlei          |
| 5                                            | Sidnei dos Santos Jr.                        | 9 juillet 1982                               | 203    | 98    | Central                      | SESI SP                      |
| 6                                            | Leandro Vissotto Neves                       | 30 avril 1983                                | 212    | 97    | Attaquant                    | Oural Oufa                   |
| 7                                            | William Arjona                               | 31 juillet 1979                              | 185    | 78    | Passeur                      | Sada Cruzeiro Vôlei          |
| 8                                            | Ricardo Lucarelli Santos de Souza            | 14 février 1992                              | 195    | 79    | Réceptionneur-attaquant      | Vivo Minas                   |
| 9                                            | Theo Lopes                                   | 31 août 1983                                 | 199    | 80    | Attaquant                    | RJX Rio de Janeiro           |
| 10                                           | Alan Barbosa Domingos                        | 15 février 1980                              | 189    | 75    | Libero                       | Medley Campinas              |
| 11                                           | Thiago Soares Alves                          | 26 juillet 1986                              | 194    | 88    | Réceptionneur-attaquant      | RJX Rio de Janeiro           |
| 12                                           | Luiz Felipe Marques Fonteles                 | 19 juin 1984                                 | 196    | 89    | Réceptionneur-attaquant      | ZAKSA Kędzierzyn-Koźle       |
| 13                                           | Maurício Souza                               | 29 septembre 1988                            | 209    | 93    | Central                      | Vivo Minas                   |
| 14                                           | Renan Buiatti                                | 10 janvier 1990                              | 212    | 85    | Attaquant                    | BMG São Bernardo             |
| 15                                           | João Paulo Bravo Pereira                     | 7 janvier 1979                               | 190    | 87    | Réceptionneur-attaquant      | Arkas Spor Kulubu            |
| 16                                           | Lucas Saatkamp                               | 6 mars 1986                                  | 209    | 101   | Central                      | RJX Rio de Janeiro           |
| 17                                           | Murilo Radke                                 | 31 janvier 1989                              | 194    | 76    | Passeur                      | Medley Campinas              |
| 18                                           | Dante Amaral                                 | 30 septembre 1980                            | 201    | 86    | Réceptionneur-attaquant      | RJX Rio de Janeiro           |
| 19                                           | Mario da Silva Pedreira Junior               | 3 mai 1982                                   | 192    | 91    | Libero                       | RJX Rio de Janeiro           |
| 20                                           | Raphael Vieira de Oliveira                   | 14 juin 1979                                 | 190    | 82    | Passeur                      | Trentino Diatec              |
| 21                                           | Ary Neto                                     | 10 juillet 1991                              | 199    | 74    | Réceptionneur-attaquant      | SESI SP                      |
| 22                                           | Mauricio Borges Almeida Silva                | 4 février 1989                               | 199    | 99    | Réceptionneur-attaquant      | Sada Cruzeiro Vôlei          |
|                                              |                                              |                                              |        |       |                              |                              |
| Encadrement technique                        | Encadrement technique                        |                                              |        |       | Légende                      | Légende                      |
| Entraîneur : Bernardo Rezende                | Entraîneur : Bernardo Rezende                | Entraîneur : Bernardo Rezende                |        |       | : Capitaine                  | : Capitaine                  |
| Entraîneur(s) adjoint(s) : Roberley Leonaldo | Entraîneur(s) adjoint(s) : Roberley Leonaldo | Entraîneur(s) adjoint(s) : Roberley Leonaldo |        |       | : Joueur blessé actuellement | : Joueur blessé actuellement |

## Bulgarie
| No                                       | Nom                                      | Date de naissance                        | Taille | Poids | Poste                        | Club                               |
| ---------------------------------------- | ---------------------------------------- | ---------------------------------------- | ------ | ----- | ---------------------------- | ---------------------------------- |
| 1                                        | Georgi Bratoev                           | 21 octobre 1987                          | 202    | 98    | Passeur                      | Levski Sofia                       |
| 2                                        | Borislav Apostolov                       | 7 décembre 1990                          | 208    | 91    | Central                      | Marek Union Ivkoni                 |
| 3                                        | Stoyan Samunev                           | 15 avril 1983                            | 202    | 95    | Central                      | Neftohimik                         |
| 4                                        | Martin Bozhilov                          | 11 avril 1988                            | 190    | 81    | Libero                       | Marek Union Ivkoni                 |
| 5                                        | Svetoslav Gotsev                         | 31 août 1990                             | 202    | 87    | Central                      | Mami Lanza Verona                  |
| 6                                        | Danail Milushev                          | 3 février 1984                           | 200    | 93    | Réceptionneur-attaquant      | Pallavolo Sora                     |
| 7                                        | Stanislav Petkov                         | 31 décembre 1987                         | 202    | 92    | Réceptionneur-attaquant      | CVC Gabrovo                        |
| 8                                        | Todor Skrimov                            | 9 janvier 1990                           | 191    | 82    | Réceptionneur-attaquant      | Paris Volley                       |
| 9                                        | Dobromir Dimitrov                        | 7 juillet 1991                           | 198    | 81    | Réceptionneur-attaquant      | Pirin Balkanstroy                  |
| 10                                       | Valentin Bratoev                         | 21 octobre 1987                          | 201    | 87    | Réceptionneur-attaquant      | VfB Friedrichshafen                |
| 11                                       | Georgi Seganov                           | 10 juin 1993                             | 195    | 83    | Attaquant                    | CSKA Sofia                         |
| 12                                       | Viktor Yosifov                           | 16 octobre 1985                          | 204    | 95    | Central                      | New Mater Volley Castellana Grotte |
| 13                                       | Teodor Salparov                          | 16 août 1982                             | 185    | 73    | Libero                       | VC Galatasaray                     |
| 14                                       | Todor Valchev                            | 18 janvier 1989                          | 194    | 89    | Réceptionneur-attaquant      | Marek Union Ivkoni                 |
| 15                                       | Todor Aleksiev                           | 21 avril 1983                            | 200    | 96    | Réceptionneur-attaquant      | Gazprom-Iourga Sourgout            |
| 16                                       | Miroslav Gradinarov                      | 10 février 1985                          | 203    | 87    | Central                      | F.C. Tokyo volley                  |
| 17                                       | Nikolay Penchev                          | 22 mai 1992                              | 196    | 80    | Réceptionneur-attaquant      | Effector Kielce                    |
| 18                                       | Nikolay Uchikov                          | 13 avril 1986                            | 207    | 100   | Réceptionneur-attaquant      | Trentino Diatec                    |
| 19                                       | Tsvetan Sokolov                          | 31 décembre 1989                         | 206    | 108   | Attaquant                    | Bre Branca Cuneo                   |
| 20                                       | Rozalin Penchev                          | 11 décembre 1994                         | 197    | 79    | Réceptionneur-attaquant      | Victoria Volley                    |
| 21                                       | Krasimir Georgiev                        | 13 février 1995                          | 203    | 83    | Central                      | CSKA Sofia                         |
| 22                                       | Ivan Stanev                              | 7 juillet 1985                           | 190    | 86    | Passeur                      | Neftohimik                         |
|                                          |                                          |                                          |        |       |                              |                                    |
| Encadrement technique                    | Encadrement technique                    |                                          |        |       | Légende                      | Légende                            |
| Entraîneur : Camillo Placi               | Entraîneur : Camillo Placi               | Entraîneur : Camillo Placi               |        |       | : Capitaine                  | : Capitaine                        |
| Entraîneur(s) adjoint(s) : Marco Camperi | Entraîneur(s) adjoint(s) : Marco Camperi | Entraîneur(s) adjoint(s) : Marco Camperi |        |       | : Joueur blessé actuellement | : Joueur blessé actuellement       |

## Canada
| No                                          | Nom                                         | Date de naissance                           | Taille | Poids | Poste                        | Club                         |
| ------------------------------------------- | ------------------------------------------- | ------------------------------------------- | ------ | ----- | ---------------------------- | ---------------------------- |
| 1                                           | Louis-Pierre Mainville                      | 3 avril 1986                                | 200    | 100   | Central                      | Team Canada                  |
| 2                                           | Nicholas Hoag                               | 19 août 1992                                | 200    | 91    | Réceptionneur-attaquant      | Team Canada                  |
| 3                                           | Daniel Lewis                                | 3 avril 1976                                | 189    | 86    | Libero                       | ACH Volley Bled              |
| 4                                           | Joshua Howatson                             | 7 octobre 1984                              | 199    | 95    | Passeur                      | Paris Volley                 |
| 5                                           | Rudy Verhoeff                               | 24 juin 1989                                | 198    | 88    | Réceptionneur-attaquant      | Team Canada                  |
| 6                                           | Justin Duff                                 | 10 mai 1988                                 | 202    | 94    | Central                      | Arkas Sport Club             |
| 7                                           | Dallas Soonias                              | 25 avril 1984                               | 200    | 91    | Attaquant                    | Team Canada                  |
| 8                                           | Adam Simac                                  | 9 août 1983                                 | 203    | 101   | Central                      | Arkas Sport Club             |
| 9                                           | Dustin Schneider                            | 27 février 1985                             | 182    | 82    | Passeur                      | Team Canada                  |
| 10                                          | Toontje Van Lankvelt                        | 1er juillet 1984                            | 197    | 91    | Réceptionneur-attaquant      | Nantes Rezé Métropole Volley |
| 11                                          | Steve Brinkman                              | 12 janvier 1978                             | 203    | 96    | Central                      | Beijing BAIC Motors          |
| 12                                          | Gavin Schmitt                               | 27 janvier 1986                             | 208    | 106   | Attaquant                    | Iskra Odintsovo              |
| 13                                          | Olivier Faucher                             | 14 septembre 1984                           | 191    | 85    | Passeur                      | Pärnu VK                     |
| 14                                          | Adam Kaminski                               | 27 mai 1984                                 | 205    | 89    | Central                      | VK Dukla Liberec             |
| 15                                          | Frederic Winters                            | 25 septembre 1982                           | 195    | 98    | Réceptionneur-attaquant      | Beijing BAIC Motors          |
| 16                                          | Stephen Gotch                               | 18 octobre 1985                             | 194    | 90    | Réceptionneur-attaquant      | al-Ahly Benghazi             |
| 17                                          | Graham Vigrass                              | 17 juin 1989                                | 205    | 91    | Central                      | Team Canada                  |
| 18                                          | John Gordon Perrin                          | 17 août 1989                                | 201    | 95    | Réceptionneur-attaquant      | Arkas Sport Club             |
| 19                                          | Blair Cameron Bann                          | 26 février 1988                             | 184    | 84    | Libero                       | evivo Düren                  |
| 20                                          | Ciaran McGovern                             | 5 juin 1989                                 | 181    | 80    | Passeur                      | Go Volley                    |
| 21                                          | Jason De Rocco                              | 19 septembre 1989                           | 198    | 94    | Réceptionneur-attaquant      | Saint-Nazaire VBA            |
| 22                                          | Christopher Hoag                            | 3 septembre 1988                            | 192    | 79    |                              | Team Canada                  |
|                                             |                                             |                                             |        |       |                              |                              |
| Encadrement technique                       | Encadrement technique                       |                                             |        |       | Légende                      | Légende                      |
| Entraîneur : Glenn Hoag                     | Entraîneur : Glenn Hoag                     | Entraîneur : Glenn Hoag                     |        |       | : Capitaine                  | : Capitaine                  |
| Entraîneur(s) adjoint(s) : Vincent Pichette | Entraîneur(s) adjoint(s) : Vincent Pichette | Entraîneur(s) adjoint(s) : Vincent Pichette |        |       | : Joueur blessé actuellement | : Joueur blessé actuellement |

## Corée du Sud
Entraîneur : 
| No                                     | Nom                                    | Date de naissance                      | Taille | Poids | Poste                        | Club                          |
| -------------------------------------- | -------------------------------------- | -------------------------------------- | ------ | ----- | ---------------------------- | ----------------------------- |
| 1                                      | Jeon Kwang-In                          | 18 septembre 1991                      | 194    | 82    | Réceptionneur-attaquant      | Sungkyunwan University        |
| 2                                      | Han Sun-Soo                            | 16 décembre 1985                       | 189    | 80    | Passeur                      | Korean Airlines Co.           |
| 3                                      | Kwon Young-Min                         | 5 juillet 1980                         | 190    | 82    | Passeur                      | Hyundai Capital Co.           |
| 4                                      | Moon Sung-Min                          | 14 septembre 1986                      | 198    | 89    | Réceptionneur-attaquant      | Hyundai Capital Co.           |
| 5                                      | Yeo Oh-Hyun                            | 2 septembre 1978                       | 175    | 70    | Libero                       | Samsung fire&marine Insurance |
| 6                                      | Lee Min-Gyu                            | 3 décembre 1992                        | 194    | 78    | Passeur                      | Kyonggi University            |
| 7                                      | Lee Sun-Kyu                            | 14 mars 1981                           | 199    | 90    | Central                      | Hyundai Capital Co.           |
| 8                                      | Ji Tae-Hwan                            | 5 juin 1986                            | 200    | 89    | Central                      | Samsung Fire&Marine Insurance |
| 9                                      | Kwak Seung-Suk                         | 23 mars 1988                           | 190    | 81    | Réceptionneur-attaquant      | Korean Airlines Co.           |
| 10                                     | Yoo Yoon-Sik                           | 2 février 1989                         | 198    | 75    | Réceptionneur-attaquant      | Korean Airlines Co.           |
| 11                                     | Park Chul-woo                          | 25 juillet 1985                        | 198    | 88    | Attaquant                    | Samsung Fire&Marine Insurance |
| 12                                     | Choi Min-Ho                            | 28 avril 1988                          | 198    | 86    | Attaquant                    | Hyundai Capital               |
| 13                                     | Bu Yong-Chan                           | 30 novembre 1989                       | 175    | 65    | Libero                       | LIG Insurance                 |
| 14                                     | Seo Jae-Duck                           | 21 juillet 1989                        | 195    | 98    | Réceptionneur-attaquant      | Kepco 45                      |
| 15                                     | Park Sang-Ha                           | 4 avril 1986                           | 198    | 89    | Central                      | Dream Six.                    |
| 16                                     | Kim Jeong-Hwan                         | 23 mars 1988                           | 196    | 94    | Réceptionneur-attaquant      | Seoul Dream Six               |
| 17                                     | Ha Kyoung-Min                          | 27 juillet 1982                        | 201    | 83    | Central                      | Kepco 45                      |
| 18                                     | Shin Yung-Suk                          | 4 octobre 1986                         | 198    | 90    | Central                      | Seoul Dream Six               |
| 19                                     | Lee Kang-Joo                           | 30 juin 1983                           | 185    | 75    | Réceptionneur-attaquant      | Seoul Dream Six               |
| 20                                     | Kim Gwang-Guk                          | 13 août 1987                           | 188    | 77    | Passeur                      | Seoul Dream Six               |
| 21                                     | Song Myung-Geun                        | 12 mars 1993                           | 195    | 75    | Réceptionneur-attaquant      | Kyeonggi Univ.                |
| 22                                     | Lee Kang-Won                           | 5 mai 1990                             | 198    | 91    | Réceptionneur-attaquant      | LIG Insurance                 |
|                                        |                                        |                                        |        |       |                              |                               |
| Encadrement technique                  | Encadrement technique                  |                                        |        |       | Légende                      | Légende                       |
| Entraîneur : Park Ki-won               | Entraîneur : Park Ki-won               | Entraîneur : Park Ki-won               |        |       | : Capitaine                  | : Capitaine                   |
| Entraîneur(s) adjoint(s) : Kim Chan-ho | Entraîneur(s) adjoint(s) : Kim Chan-ho | Entraîneur(s) adjoint(s) : Kim Chan-ho |        |       | : Joueur blessé actuellement | : Joueur blessé actuellement  |

## Cuba
| No                                                   | Nom                                                  | Date de naissance                                    | Taille | Poids | Poste                        | Club                         |
| ---------------------------------------------------- | ---------------------------------------------------- | ---------------------------------------------------- | ------ | ----- | ---------------------------- | ---------------------------- |
| 1                                                    | Wilfredo Leon Venero                                 | 31 juillet 1993                                      | 201    | 85    | Réceptionneur-attaquant      | Santiago de Cuba             |
| 2                                                    | Lian Sem Estrada Joa                                 | 12 décembre 1982                                     | 196    | 83    | Passeur                      | Santiago de Cuba             |
| 3                                                    | Gustavo Leyva Alvarez                                | 14 décembre 1985                                     | 180    | 75    | Libero                       | Ciudad Habana                |
| 4                                                    | Javier Ernesto Jimenez Scull                         | 16 novembre 1989                                     | 198    | 89    |                              | Matanzas                     |
| 5                                                    | Leandro Macias Infante                               | 13 février 1990                                      | 192    | 70    | Passeur                      | Santiago de Cuba             |
| 6                                                    | Keibel Gutierrez Torna                               | 6 mai 1987                                           | 178    | 80    | Libero                       | Villa Clara                  |
| 7                                                    | Osmani Uriarte Mestre                                | 4 juin 1995                                          | 197    | 81    | Passeur                      | Sancti Spiritus              |
| 8                                                    | Rolando Cepeda Abreu                                 | 13 mars 1989                                         | 198    | 77    | Réceptionneur-attaquant      | S.Spiritus                   |
| 9                                                    | Livan Osaria Rodriguez                               | 5 février 1994                                       | 201    | 96    | Central                      | Santiago deCuba              |
| 10                                                   | Danger jorber Quintana Guerra                        | 19 mai 1994                                          | 200    | 95    | Central                      | Ciudad Habana                |
| 11                                                   | Lazaro Raydel Fundora Travieso                       | 13 février 1994                                      | 195    | 90    | Réceptionneur-attaquant      | Ciudad Habana                |
| 12                                                   | Abrahan Alfonso Gavilan                              | 23 février 1995                                      | 197    | 72    | Réceptionneur-attaquant      | La Habana                    |
| 13                                                   | David Fiel Rodriguez                                 | 28 août 1993                                         | 204    | 93    | Central                      | Habana                       |
| 14                                                   | Yordan Bisset Astengo                                | 21 octobre 1994                                      | 194    | 89    | Réceptionneur-attaquant      | Ciudad Habana                |
| 15                                                   | Dariel Albo Miranda                                  | 11 février 1992                                      | 201    | 82    | Central                      | Ciudad Habana                |
| 16                                                   | Isbel Mesa Sandobal                                  | 2 juin 1989                                          | 204    | 89    | Central                      | C. Habana                    |
| 17                                                   | Alfonso Alexis Lamadrid                              | 3 février 1993                                       | 193    | 86    | Passeur                      | Ciudad Habana                |
| 18                                                   | Yoandry Diaz Carmenate                               | 1er avril 1985                                       | 192    | 88    | Passeur                      | La habana                    |
| 19                                                   | Extensa Marin Barbaro David                          | 20 juin 1996                                         | 178    | 70    | Libero                       | Camaguey                     |
| 20                                                   | Dayron Arias Romero                                  | 5 février 1994                                       | 196    | 91    | Réceptionneur-attaquant      | Cien Fuegos                  |
| 21                                                   | Jorge Felix Caraballo Castillo                       | 15 octobre 1996                                      | 202    | 95    | Central                      | Villa Clara                  |
| 22                                                   | Yohan Armando Leon Napoles                           | 24 janvier 1995                                      | 200    | 70    | Central                      | Camaguey                     |
|                                                      |                                                      |                                                      |        |       |                              |                              |
| Encadrement technique                                | Encadrement technique                                |                                                      |        |       | Légende                      | Légende                      |
| Entraîneur : Samuels Blackwood Orlando               | Entraîneur : Samuels Blackwood Orlando               | Entraîneur : Samuels Blackwood Orlando               |        |       | : Capitaine                  | : Capitaine                  |
| Entraîneur(s) adjoint(s) : Pavel Noel Pimienta Allen | Entraîneur(s) adjoint(s) : Pavel Noel Pimienta Allen | Entraîneur(s) adjoint(s) : Pavel Noel Pimienta Allen |        |       | : Joueur blessé actuellement | : Joueur blessé actuellement |

## États-Unis
| No                                             | Nom                                            | Date de naissance                              | Taille | Poids | Poste                        | Club                               |
| ---------------------------------------------- | ---------------------------------------------- | ---------------------------------------------- | ------ | ----- | ---------------------------- | ---------------------------------- |
| 1                                              | Matthew Anderson                               | 18 avril 1987                                  | 202    | 100   | Réceptionneur-attaquant      | Zenit Kazan                        |
| 2                                              | Jeffrey Menzel                                 | 31 octobre 1988                                | 199    | 92    | Attaquant                    | New Mater Volley Castellana Grotte |
| 3                                              | Evan Patak                                     | 23 juin 1984                                   | 201    | 113   | Attaquant                    | Spacer's Toulouse Volley           |
| 4                                              | David Lee                                      | 8 mars 1982                                    | 203    | 105   | Central                      | Zenit Kazan                        |
| 5                                              | Richard Lambourne                              | 6 mai 1975                                     | 190    | 90    | Libero                       | Al-Arabi                           |
| 6                                              | Paul Lotman                                    | 3 novembre 1985                                | 200    | 102   | Réceptionneur-attaquant      | Asseco Resovia Rzeszów             |
| 7                                              | Kawika Shoji                                   | 11 novembre 1987                               | 190    | 79    | Passeur                      | SCC Berlin                         |
| 8                                              | Kyle Caldwell                                  | 15 mars 1990                                   | 205    | 105   | Passeur                      | Noliko Maaseik                     |
| 9                                              | Murphy Troy                                    | 31 mai 1989                                    | 202    | 99    | Attaquant                    | Top Volley                         |
| 10                                             | Antonio Ciarelli                               | 13 avril 1990                                  | 198    | 95    | Réceptionneur-attaquant      | USA Volleyball Team                |
| 11                                             | Brian Thornton                                 | 22 avril 1985                                  | 190    | 88    | Passeur                      | USA Volleyball Team                |
| 12                                             | Russell Holmes                                 | 1er juillet 1982                               | 205    | 95    | Central                      | Jastrzębski Węgiel                 |
| 13                                             | Matthew Rawson                                 | 29 octobre 1986                                | 205    | 91    | Central                      | AS Cannes                          |
| 14                                             | Ryan Ammerman                                  | 30 décembre 1985                               | 205    | 90    | Passeur                      | OK Mladost Marina Kastela          |
| 15                                             | Carson Clark                                   | 20 janvier 1989                                | 205    | 93    | Attaquant                    | Montpellier Volley UC              |
| 16                                             | Jayson Jablonsky                               | 23 juillet 1985                                | 198    | 89    | Réceptionneur-attaquant      | Al Ahly                            |
| 17                                             | Maxwell Holt                                   | 12 mars 1987                                   | 205    | 90    | Central                      | Pallavolo Piacenza                 |
| 18                                             | Garrett Muagututia                             | 26 février 1988                                | 205    | 92    | Réceptionneur-attaquant      | USA Volleyball Team                |
| 19                                             | Alfredo Reft                                   | 15 décembre 1982                               | 178    | 83    | Libero                       | Montpellier Volley UC              |
| 20                                             | David Smith                                    | 15 mai 1985                                    | 201    | 86    | Central                      | Tours Volley-Ball                  |
| 21                                             | Bradley Lawson                                 | 2 août 1989                                    | 201    | 89    | Réceptionneur-attaquant      | Chemie Volley                      |
| 22                                             | Erik Shoji                                     | 24 août 1989                                   | 184    | 83    | Libero                       | Chemie Volley                      |
|                                                |                                                |                                                |        |       |                              |                                    |
| Encadrement technique                          | Encadrement technique                          |                                                |        |       | Légende                      | Légende                            |
| Entraîneur : John Speraw                       | Entraîneur : John Speraw                       | Entraîneur : John Speraw                       |        |       | : Capitaine                  | : Capitaine                        |
| Entraîneur(s) adjoint(s) : Matthew Fuerbringer | Entraîneur(s) adjoint(s) : Matthew Fuerbringer | Entraîneur(s) adjoint(s) : Matthew Fuerbringer |        |       | : Joueur blessé actuellement | : Joueur blessé actuellement       |

## Finlande
| No                                        | Nom                                       | Date de naissance                         | Taille | Poids | Poste                        | Club                         |
| ----------------------------------------- | ----------------------------------------- | ----------------------------------------- | ------ | ----- | ---------------------------- | ---------------------------- |
| 1                                         | Juha Aho                                  | 14 février 1981                           | 191    | 93    | Central                      | Lentopalloseura ETTA         |
| 2                                         | Eemi Tervaportti                          | 26 juillet 1989                           | 193    | 77    | Passeur                      | Knack Roeselare              |
| 3                                         | Mikko Esko                                | 3 septembre 1978                          | 198    | 89    | Passeur                      | Goubernia Nijni Novgorod     |
| 4                                         | Lauri Kerminen                            | 18 janvier 1993                           | 182    | 70    | Libero                       | Kokkolan Tiikerit            |
| 5                                         | Antti Siltala                             | 14 mars 1984                              | 193    | 90    | Réceptionneur-attaquant      | Pallavolo Sora               |
| 6                                         | Niklas Seppänen                           | 30 juin 1993                              | 192    | 82    | Réceptionneur-attaquant      | Korson Veto                  |
| 7                                         | Matti Hietanen                            | 3 janvier 1983                            | 199    | 93    | Réceptionneur-attaquant      | Trefl Gdańsk                 |
| 8                                         | Elviss Krastins                           | 15 septembre 1994                         | 192    | 84    | Réceptionneur-attaquant      | Vammalan Lentopallo          |
| 9                                         | Tommi Siirilä                             | 5 août 1993                               | 203    | 98    | Central                      | Pielaveden Sampo             |
| 10                                        | Urpo Sivula                               | 15 mars 1988                              | 195    | 100   | Réceptionneur-attaquant      | Kokkolan Tiikerit            |
| 11                                        | Juho Rajala                               | 6 août 1985                               | 181    | 73    | Libero                       | Raision Loimu                |
| 12                                        | Olli Kunnari                              | 2 février 1982                            | 197    | 85    | Réceptionneur-attaquant      | Vammalan Lentopallo          |
| 13                                        | Mikko Oivanen                             | 26 mai 1986                               | 198    | 92    | Attaquant                    | Paris Volley                 |
| 14                                        | Konstantin Shumov                         | 15 février 1985                           | 205    | 101   | Central                      | Generali Haching             |
| 15                                        | Matti Oivanen                             | 26 mai 1986                               | 198    | 90    | Central                      | Hurrikaani Loimaa            |
| 16                                        | Olli-Pekka Ojansivu                       | 31 décembre 1987                          | 197    | 90    | Réceptionneur-attaquant      | Kokkolan Tiikerit            |
| 17                                        | Antti Esko                                | 30 juillet 1982                           | 190    | 86    | Passeur                      | Vammalan Lentopallo          |
| 18                                        | Jukka Lehtonen                            | 22 février 1982                           | 197    | 93    | Central                      | PV Lugano                    |
| 19                                        | Joni Mikkonen                             | 13 juin 1986                              | 194    | 86    | Réceptionneur-attaquant      | Saimaa Volley                |
| 20                                        | Aleksi Kaatrasalo                         | 24 mai 1990                               | 193    | 88    | Central                      | Hurrikaani-Loimaa            |
| 21                                        | Jouni Palokangas                          | 23 novembre 1986                          | 193    | 88    | Réceptionneur-attaquant      | Team Lakkapää                |
| 22                                        | Ville Juntura                             | 26 mars 1988                              | 192    | 82    | Passeur                      | Saimaa Volley                |
|                                           |                                           |                                           |        |       |                              |                              |
| Encadrement technique                     | Encadrement technique                     |                                           |        |       | Légende                      | Légende                      |
| Entraîneur : Tuomas Sammelvuo             | Entraîneur : Tuomas Sammelvuo             | Entraîneur : Tuomas Sammelvuo             |        |       | : Capitaine                  | : Capitaine                  |
| Entraîneur(s) adjoint(s) : Nicola Giolito | Entraîneur(s) adjoint(s) : Nicola Giolito | Entraîneur(s) adjoint(s) : Nicola Giolito |        |       | : Joueur blessé actuellement | : Joueur blessé actuellement |

## France
| No                                                                                     | Nom                                                                                    | Date de naissance                                                                      | Taille | Poids | Poste                        | Club                         |
| -------------------------------------------------------------------------------------- | -------------------------------------------------------------------------------------- | -------------------------------------------------------------------------------------- | ------ | ----- | ---------------------------- | ---------------------------- |
| 1                                                                                      | José Trèfle                                                                            | 16 janvier 1980                                                                        | 198    | 92    | Central                      | Arago de Sète                |
| 2                                                                                      | Jenia Grebennikov                                                                      | 13 août 1990                                                                           | 188    | 74    | Libero                       | Rennes Volley 35             |
| 3                                                                                      | Gérald Hardy-Dessources                                                                | 9 février 1983                                                                         | 197    | 93    | Central                      | Tours Volley-Ball            |
| 4                                                                                      | Antonin Rouzier                                                                        | 18 août 1986                                                                           | 201    | 100   | Attaquant                    | ZAKSA Kędzierzyn-Koźle       |
| 5                                                                                      | Rafael Redwitz                                                                         | 12 août 1980                                                                           | 190    | 85    | Passeur                      | Iskra Odintsovo              |
| 6                                                                                      | Benjamin Toniutti                                                                      | 30 octobre 1989                                                                        | 183    | 74    | Passeur                      | Arago de Sète                |
| 7                                                                                      | Nicolas Maréchal                                                                       | 4 mars 1987                                                                            | 198    | 83    | Réceptionneur-attaquant      | AS Cannes                    |
| 8                                                                                      | Marien Moreau                                                                          | 25 octobre 1983                                                                        | 201    | 100   | Attaquant                    | AS Cannes                    |
| 9                                                                                      | Baptiste Geiler                                                                        | 12 mars 1987                                                                           | 198    | 83    | Réceptionneur-attaquant      | Arago de Sète                |
| 10                                                                                     | Jean-Philippe Sol                                                                      | 1er janvier 1986                                                                       | 198    | 92    | Central                      | Arago de Sète                |
| 11                                                                                     | Julien Lyneel                                                                          | 15 avril 1990                                                                          | 192    | 85    | Réceptionneur-attaquant      | Montpellier UC               |
| 12                                                                                     | Earvin N'Gapeth                                                                        | 12 février 1991                                                                        | 194    | 93    | Réceptionneur-attaquant      | Bre Banca Cuneo              |
| 13                                                                                     | Pierre Pujol                                                                           | 13 juillet 1984                                                                        | 186    | 90    | Passeur                      | AS Cannes                    |
| 14                                                                                     | Nicolas Le Goff                                                                        | 15 février 1992                                                                        | 204    | 97    | Central                      | Montpellier UC               |
| 15                                                                                     | Samuele Tuia                                                                           | 24 juillet 1986                                                                        | 195    | 95    | Réceptionneur-attaquant      | VK Kouzbass Kemerovo         |
| 16                                                                                     | Kévin Tillie                                                                           | 2 novembre 1990                                                                        | 198    | 75    | Réceptionneur-attaquant      | UC Irvine                    |
| 17                                                                                     | Franck Lafitte                                                                         | 8 mars 1989                                                                            | 203    | 95    | Central                      | Montpellier UC               |
| 18                                                                                     | Jean-François Exiga                                                                    | 9 mars 1982                                                                            | 176    | 75    | Libero                       | Tours Volley-Ball            |
| 19                                                                                     | Guillaume Quesque                                                                      | 29 avril 1989                                                                          | 203    | 92    | Réceptionneur-attaquant      | Casa Modena                  |
| 20                                                                                     | Kévin Le Roux                                                                          | 11 mai 1989                                                                            | 209    | 95    | Central                      | AS Cannes                    |
| 21                                                                                     | Mory Sidibé                                                                            | 17 juin 1987                                                                           | 193    | 92    | Attaquant                    | ACH Volley                   |
| 22                                                                                     | Toafa Takaniko                                                                         | 29 mai 1985                                                                            | 192    | 88    | Passeur                      | Nantes Rezé Métropole Volley |
|                                                                                        |                                                                                        |                                                                                        |        |       |                              |                              |
| Encadrement technique                                                                  | Encadrement technique                                                                  |                                                                                        |        |       | Légende                      | Légende                      |
| Entraîneur : Laurent Tillie                                                            | Entraîneur : Laurent Tillie                                                            | Entraîneur : Laurent Tillie                                                            |        |       | : Capitaine                  | : Capitaine                  |
| Entraîneur(s) adjoint(s) : Arnaud Josserand Entraîneur(s) adjoint(s) : Jocelyn Trillon | Entraîneur(s) adjoint(s) : Arnaud Josserand Entraîneur(s) adjoint(s) : Jocelyn Trillon | Entraîneur(s) adjoint(s) : Arnaud Josserand Entraîneur(s) adjoint(s) : Jocelyn Trillon |        |       | : Joueur blessé actuellement | : Joueur blessé actuellement |

## Iran
| No                                              | Nom                                             | Date de naissance                               | Taille | Poids | Poste                        | Club                         |
| ----------------------------------------------- | ----------------------------------------------- | ----------------------------------------------- | ------ | ----- | ---------------------------- | ---------------------------- |
| 1                                               | Shahram Mahmoudi                                | 20 juillet 1988                                 | 198    | 95    | Réceptionneur-attaquant      | Kalleh                       |
| 2                                               | Adel Gholami                                    | 9 février 1986                                  | 195    | 88    | Central                      | Kalleh                       |
| 3                                               | Saman Faezi                                     | 23 août 1991                                    | 204    | 87    |                              | Saipa                        |
| 4                                               | Mir Saeid Marouflakrani                         | 20 octobre 1985                                 | 189    | 81    | Passeur                      | Shahrdari Urmia              |
| 5                                               | Farhad Ghaemi                                   | 28 août 1989                                    | 197    | 73    | Attaquant                    | Kalleh                       |
| 6                                               | Seyed Mohammad Mousavi Eraghi                   | 22 août 1987                                    | 203    | 86    | Central                      | Kalleh                       |
| 7                                               | Hamzeh Zarini                                   | 18 octobre 1985                                 | 198    | 98    | Réceptionneur-attaquant      | Kalleh                       |
| 8                                               | Farhad Zarif Ahangaran V.                       | 3 mars 1983                                     | 165    | 60    | Libero                       | Paykan                       |
| 9                                               | Mojtaba Yousefi                                 | 13 avril 1988                                   | 184    | 70    |                              | Mizan Mashhad                |
| 10                                              | Amir Ghafour                                    | 6 juin 1991                                     | 202    | 90    | Central                      | Barij Esans                  |
| 11                                              | Rahman Davoodi                                  | 18 février 1988                                 | 195    | 95    | Réceptionneur-attaquant      | Paykan                       |
| 12                                              | Pourya Fayazi Damnabi                           | 12 janvier 1993                                 | 194    | 87    |                              | Saipa                        |
| 13                                              | Mehdi Mahdavi                                   | 13 février 1984                                 | 191    | 96    | Passeur                      | Pishgaman Kavir              |
| 14                                              | Arash Keshavarzi                                | 16 février 1987                                 | 198    | 94    |                              | Paykan                       |
| 15                                              | Reza Ghara                                      | 31 juillet 1991                                 | 200    | 87    |                              | Kalleh                       |
| 16                                              | Armin Tashakori                                 | 8 décembre 1986                                 | 200    | 94    |                              | Saipa                        |
| 17                                              | Alireza Jadidi                                  | 11 février 1989                                 | 202    | 97    | Central                      | Barij Esans                  |
| 18                                              | Mohammad Taher Vadi                             | 10 octobre 1989                                 | 192    | 72    | Passeur                      | Mizan Mashhad                |
| 19                                              | Arash Kamalvand                                 | 11 mai 1989                                     | 201    | 91    | Réceptionneur-attaquant      | Saipa                        |
| 20                                              | Alireza Mobasheri Demneh                        | 10 juin 1988                                    | 195    | 90    | Réceptionneur-attaquant      | Pishgaman Kavir              |
| 21                                              | Masoud Gholami                                  | 2 avril 1990                                    | 204    | 93    |                              | Saipa                        |
| 22                                              | Naser Rahimi P.                                 | 27 juin 1991                                    | 191    | 73    |                              | Barij Esans                  |
|                                                 |                                                 |                                                 |        |       |                              |                              |
| Encadrement technique                           | Encadrement technique                           |                                                 |        |       | Légende                      | Légende                      |
| Entraîneur : Julio Velasco                      | Entraîneur : Julio Velasco                      | Entraîneur : Julio Velasco                      |        |       | : Capitaine                  | : Capitaine                  |
| Entraîneur(s) adjoint(s) : Juan Manuel Cichello | Entraîneur(s) adjoint(s) : Juan Manuel Cichello | Entraîneur(s) adjoint(s) : Juan Manuel Cichello |        |       | : Joueur blessé actuellement | : Joueur blessé actuellement |

## Italie
| No                                         | Nom                                        | Date de naissance                          | Taille | Poids | Poste                        | Club                           |
| ------------------------------------------ | ------------------------------------------ | ------------------------------------------ | ------ | ----- | ---------------------------- | ------------------------------ |
| 1                                          | Thomas Beretta                             | 18 avril 1990                              | 205    | 105   | Attaquant                    | Vero Volley                    |
| 2                                          | Jiri Kovar                                 | 10 avril 1989                              | 202    | 95    | Réceptionneur-attaquant      | Lube Banca Marche Macerata     |
| 3                                          | Simone Parodi                              | 16 juin 1986                               | 196    | 82    | Réceptionneur-attaquant      | Lube Banca Marche Macerata     |
| 4                                          | Luca Vettori                               | 26 avril 1991                              | 200    | 95    | Réceptionneur-attaquant      | Copra Elior Piacenza           |
| 5                                          | Giorgio De Togni                           | 7 juillet 1985                             | 202    | 90    | Central                      | Altotevere Volley San Giustino |
| 6                                          | Ludovico Dolfo                             | 30 juin 1989                               | 195    | 87    | Réceptionneur-attaquant      | BCC-NEP Castellana Grotte      |
| 7                                          | Enrico Cester                              | 16 mars 1988                               | 202    | 93    | Central                      | BCC-NEP Castellana Grotte      |
| 8                                          | Gabriele Maruotti                          | 25 mars 1988                               | 195    | 92    | Réceptionneur-attaquant      | Copra Elior Piacenza           |
| 9                                          | Ivan Zaytsev                               | 2 octobre 1988                             | 202    | 92    | Réceptionneur-attaquant      | Lube Banca Marche Macerata     |
| 10                                         | Filippo Lanza                              | 3 mars 1991                                | 198    | 98    | Réceptionneur-attaquant      | Trentino Diatec                |
| 11                                         | Cristian Savani                            | 22 février 1982                            | 195    | 95    | Réceptionneur-attaquant      | Lube Banca Marche Macerata     |
| 12                                         | Daniele Mazzone                            | 4 juin 1992                                | 208    | 88    | Central                      | Argos Volley Sora              |
| 13                                         | Dragan Travica                             | 28 août 1986                               | 200    | 94    | Passeur                      | Lube Banca Marche Macerata     |
| 14                                         | Matteo Piano                               | 24 octobre 1990                            | 208    | 102   | Central                      | Pallavolo Città di Castello    |
| 15                                         | Emanuele Birarelli                         | 8 février 1981                             | 202    | 95    | Central                      | Trentino Diatec                |
| 16                                         | Michele Baranowicz                         | 5 août 1989                                | 196    | 93    | Passeur                      | Casa Modena                    |
| 17                                         | Andrea Giovi                               | 19 août 1983                               | 183    | 80    | Libero                       | Sir Safety Perugia             |
| 18                                         | Giulio Sabbi                               | 10 août 1989                               | 201    | 92    | Attaquant                    | BCC-NEP Castellana Grotte      |
| 19                                         | Marco Falaschi                             | 18 septembre 1987                          | 188    | 85    | Passeur                      | BCC-NEP Castellana Grotte      |
| 20                                         | Salvatore Rossini                          | 13 juillet 1986                            | 185    | 82    | Libero                       | Andreoli Latina                |
| 21                                         | Michele Fedrizzi                           | 21 mai 1991                                | 192    | 80    | Réceptionneur-attaquant      | Marmi Lanza Verona             |
| 22                                         | Davide Saitta                              | 23 juin 1987                               | 182    | 92    | Passeur                      | Pallavolo Molfetta             |
|                                            |                                            |                                            |        |       |                              |                                |
| Encadrement technique                      | Encadrement technique                      |                                            |        |       | Légende                      | Légende                        |
| Entraîneur : Mauro Berruto                 | Entraîneur : Mauro Berruto                 | Entraîneur : Mauro Berruto                 |        |       | : Capitaine                  | : Capitaine                    |
| Entraîneur(s) adjoint(s) : Andrea Brogioni | Entraîneur(s) adjoint(s) : Andrea Brogioni | Entraîneur(s) adjoint(s) : Andrea Brogioni |        |       | : Joueur blessé actuellement | : Joueur blessé actuellement   |

## Japon
| No                         | Nom                        | Date de naissance          | Taille | Poids | Poste                        | Club                         |
| -------------------------- | -------------------------- | -------------------------- | ------ | ----- | ---------------------------- | ---------------------------- |
| 1                          | Yuji Suzuki                | 7 juin 1986                | 189    | 80    | Réceptionneur-attaquant      | Toray Arrows                 |
| 2                          | Yuhei Tsukazaki            | 11 juillet 1986            | 192    | 74    | Réceptionneur-attaquant      | JT Thunders                  |
| 3                          | Takeshi Nagano             | 11 juillet 1985            | 176    | 69    | Libero                       | Panasonic Panthers           |
| 4                          | Shigeru Kondoh             | 23 novembre 1982           | 186    | 85    | Passeur                      | Toray Arrows                 |
| 5                          | Shun Imamura               | 20 juillet 1987            | 181    | 70    | Passeur                      | Sakai Blazers                |
| 6                          | Yoshifumi Suzuki           | 31 mars 1983               | 200    | 95    | Central                      | Suntory Sunbirds             |
| 7                          | Masashi Kuriyama           | 14 juillet 1988            | 189    | 85    | Réceptionneur-attaquant      | Suntory Sunbirds             |
| 8                          | Kazuyoshi Yokota           | 1er mai 1986               | 194    | 85    | Central                      | Sakai Blazers                |
| 9                          | Takaaki Tomimatsu          | 20 juillet 1984            | 191    | 84    | Central                      | Toray Arrows                 |
| 10                         | Dai Tezuka                 | 18 novembre 1988           | 191    | 90    | Attaquant                    | F.C. Tokyo                   |
| 11                         | Yoshihiko Matsumoto        | 7 janvier 1981             | 193    | 80    | Central                      | Sakai Blazers                |
| 12                         | Kota Yamamura              | 20 octobre 1980            | 205    | 95    | Central                      | Suntory Sunbirds             |
| 13                         | Ken Takahashi              | 22 décembre 1988           | 180    | 73    | Libero                       | Suntory Sunbirds             |
| 14                         | Tatsuya Fukuzawa           | 1er juillet 1986           | 189    | 86    | Réceptionneur-attaquant      | Panasonic Panthers           |
| 15                         | Daisuke Yako               | 7 octobre 1988             | 194    | 89    | Réceptionneur-attaquant      | JT Thunders                  |
| 16                         | Yusuke Ishijima            | 9 janvier 1984             | 197    | 102   | Réceptionneur-attaquant      | Sakai Blazers                |
| 17                         | Yu Koshikawa               | 30 juin 1984               | 189    | 87    | Réceptionneur-attaquant      | Suntory Sunbirds             |
| 18                         | Yuta Yoneyama              | 29 août 1984               | 185    | 85    | Réceptionneur-attaquant      | Toray Arrows                 |
| 19                         | Shunsuke Chijiki           | 6 septembre 1989           | 193    | 83    | Réceptionneur-attaquant      | Sakai Blazers                |
| 20                         | Yuta Matsuoka              | 6 novembre 1989            | 192    | 72    | Réceptionneur-attaquant      | Sakai Blazers                |
| 21                         | Takashi Dekita             | 13 août 1991               | 199    | 88    | Central                      | University of Tsukuba        |
| 22                         | Issei Maeda                | 22 septembre 1991          | 181    | 71    | Passeur                      | University of Tsukuba        |
|                            |                            |                            |        |       |                              |                              |
| Encadrement technique      | Encadrement technique      |                            |        |       | Légende                      | Légende                      |
| Entraîneur : Gary Sato     | Entraîneur : Gary Sato     | Entraîneur : Gary Sato     |        |       | : Capitaine                  | : Capitaine                  |
| Entraîneur(s) adjoint(s) : | Entraîneur(s) adjoint(s) : | Entraîneur(s) adjoint(s) : |        |       | : Joueur blessé actuellement | : Joueur blessé actuellement |

## Pays-Bas
| No                                       | Nom                                      | Date de naissance                        | Taille | Poids | Poste                        | Club                         |
| ---------------------------------------- | ---------------------------------------- | ---------------------------------------- | ------ | ----- | ---------------------------- | ---------------------------- |
| 1                                        | Nimir Abdel-aziz                         | 5 février 1992                           | 201    | 86    | Passeur                      | Bre Banca Lannutti Cuneo     |
| 2                                        | Nico Freriks                             | 22 décembre 1981                         | 193    | 86    | Passeur                      | Moerser SC                   |
| 3                                        | Daan van Haarlem                         | 15 mars 1989                             | 198    | 90    | Passeur                      | FirmX Orion                  |
| 4                                        | Thijs Ter Horst                          | 18 septembre 1991                        | 204    | 90    | Réceptionneur-attaquant      | Marmi Lanza Verona           |
| 5                                        | Jelte Maan                               | 19 mars 1986                             | 190    | 83    | Réceptionneur-attaquant      | Noliko Maaseik               |
| 6                                        | Tony Krolis                              | 13 juillet 1984                          | 194    | 93    | Attaquant                    | Paris Volley                 |
| 7                                        | Gijs Jorna                               | 30 mai 1989                              | 195    | 85    | Libero                       | Topvolley Precura Antwerpen  |
| 8                                        | Bas van Bemmelen                         | 18 août 1989                             | 207    | 87    | Central                      | TV Bühl                      |
| 9                                        | Ewoud Gommans                            | 17 novembre 1990                         | 202    | 88    | Réceptionneur-attaquant      | Moerser SC                   |
| 10                                       | Jeroen Rauwerdink                        | 13 septembre 1985                        | 200    | 93    | Réceptionneur-attaquant      | Andreoli Latina              |
| 11                                       | Sjoerd Hoogendoorn                       | 17 février 1991                          | 196    | 80    | Attaquant                    | Draisma Dynamo               |
| 12                                       | Wytze Kooistra                           | 3 juin 1982                              | 209    | 102   | Central                      | Skra Bełchatów               |
| 13                                       | Maarten Van Garderen                     | 24 janvier 1990                          | 200    | 88    | Réceptionneur-attaquant      | Volley Corigliano            |
| 14                                       | Niels Klapwijk                           | 19 septembre 1985                        | 200    | 92    | Attaquant                    | Callipo Vibo Valentia        |
| 15                                       | Thomas Koelewijn                         | 18 décembre 1988                         | 207    | 100   | Central                      | Topvolley Precura Antwerpen  |
| 16                                       | Robin Overbeeke                          | 21 mars 1989                             | 197    | 85    | Attaquant                    | VC Euphony Asse-Lennik       |
| 17                                       | Johannes Cornelius Bontje                | 12 mai 1981                              | 206    | 94    | Central                      | Jastrzębski Węgiel           |
| 18                                       | Robbert Andringa                         | 28 avril 1990                            | 194    | 78    | Réceptionneur-attaquant      | Abiant/Lycurgus              |
| 19                                       | Michael Parkinson                        | 23 novembre 1991                         | 203    | 90    | Central                      | Noliko Maaseik               |
| 20                                       | Dick Kooy                                | 3 décembre 1987                          | 202    | 80    | Réceptionneur-attaquant      | Trenkwalder Modena           |
| 21                                       | Kay van Dijk                             | 25 juin 1984                             | 215    | 104   | Central                      | Exprivia Molfetta            |
| 22                                       | Dirk-Jan van Gendt                       | 18 juillet 1974                          | 185    | 80    | Passeur                      | Topvolley Precura Antwerpen  |
|                                          |                                          |                                          |        |       |                              |                              |
| Encadrement technique                    | Encadrement technique                    |                                          |        |       | Légende                      | Légende                      |
| Entraîneur : Edwin Benne                 | Entraîneur : Edwin Benne                 | Entraîneur : Edwin Benne                 |        |       | : Capitaine                  | : Capitaine                  |
| Entraîneur(s) adjoint(s) : Henk Jan Held | Entraîneur(s) adjoint(s) : Henk Jan Held | Entraîneur(s) adjoint(s) : Henk Jan Held |        |       | : Joueur blessé actuellement | : Joueur blessé actuellement |

## Pologne
| No                                        | Nom                                       | Date de naissance                         | Taille | Poids | Poste                        | Club                         |
| ----------------------------------------- | ----------------------------------------- | ----------------------------------------- | ------ | ----- | ---------------------------- | ---------------------------- |
| 1                                         | Piotr Nowakowski                          | 18 décembre 1987                          | 205    | 90    | Central                      | Asseco Resovia Rzeszów       |
| 2                                         | Michał Winiarski                          | 28 septembre 1983                         | 200    | 82    | Réceptionneur-attaquant      | PGE Skra Bełchatów           |
| 3                                         | Dawid Konarski                            | 31 août 1989                              | 198    | 93    | Réceptionneur-attaquant      | Delecta Bydgoszcz            |
| 4                                         | Grzegorz Kosok                            | 2 mars 1986                               | 206    | 92    | Central                      | Asseco Resovia Rzeszów       |
| 5                                         | Wojciech Włodarczyk                       | 28 octobre 1990                           | 200    | 86    | Passeur                      | SK Aich-Dob                  |
| 6                                         | Bartosz Kurek                             | 29 août 1988                              | 205    | 87    | Réceptionneur-attaquant      | Dinamo Moscou                |
| 7                                         | Jakub Jarosz                              | 10 février 1987                           | 195    | 84    | Attaquant                    | Latina Volley                |
| 8                                         | Andrzej Wrona                             | 27 décembre 1988                          | 205    | 95    | Central                      | Delecta Bydgoszcz            |
| 9                                         | Zbigniew Bartman                          | 4 mai 1987                                | 198    | 83    | Attaquant                    | Asseco Resovia Rzeszów       |
| 10                                        | Łukasz Wiśniewski                         | 3 février 1989                            | 198    | 96    | Central                      | ZAKSA Kędzierzyn-Koźle       |
| 11                                        | Fabian Drzyzga                            | 3 janvier 1990                            | 196    | 90    | Passeur                      | AZS Politechnika Warszawska  |
| 12                                        | Paweł Woicki                              | 29 juin 1983                              | 183    | 80    | Passeur                      | PGE Skra Bełchatów           |
| 13                                        | Michal Kubiak                             | 23 février 1988                           | 191    | 80    | Réceptionneur-attaquant      | Jastrzębski Węgiel           |
| 14                                        | Michal Ruciak                             | 22 août 1983                              | 189    | 75    | Réceptionneur-attaquant      | ZAKSA Kędzierzyn-Koźle       |
| 15                                        | Łukasz Żygadło                            | 2 août 1979                               | 200    | 89    | Passeur                      | Fakel Novy Ourengoï          |
| 16                                        | Krzysztof Ignaczak                        | 15 mai 1978                               | 188    | 86    | Libero                       | Asseco Resovia Rzeszów       |
| 17                                        | Paweł Zatorski                            | 21 juin 1990                              | 184    | 73    | Libero                       | PGE Skra Bełchatów           |
| 18                                        | Marcin Możdżonek                          | 9 février 1985                            | 211    | 93    | Central                      | ZAKSA Kędzierzyn-Koźle       |
| 19                                        | Wojciech Ferens                           | 5 avril 1991                              | 194    | 87    | Réceptionneur-attaquant      | Indykpol AZS UWM Olsztyn     |
| 20                                        | Grzegorz Łomacz                           | 1er octobre 1987                          | 187    | 80    | Passeur                      | Lotos Trefl Gdańsk           |
| 21                                        | Damian Wojtaszek                          | 7 septembre 1988                          | 180    | 76    | Libero                       | Jastrzębski Węgiel           |
| 22                                        | Krzysztof Wierzbowski                     | 18 juillet 1988                           | 197    | 90    | Réceptionneur-attaquant      | AZS Politechnika Warszawska  |
|                                           |                                           |                                           |        |       |                              |                              |
| Encadrement technique                     | Encadrement technique                     |                                           |        |       | Légende                      | Légende                      |
| Entraîneur : Andrea Anastasi              | Entraîneur : Andrea Anastasi              | Entraîneur : Andrea Anastasi              |        |       | : Capitaine                  | : Capitaine                  |
| Entraîneur(s) adjoint(s) : Andrea Gardini | Entraîneur(s) adjoint(s) : Andrea Gardini | Entraîneur(s) adjoint(s) : Andrea Gardini |        |       | : Joueur blessé actuellement | : Joueur blessé actuellement |

## Portugal
| No                                    | Nom                                   | Date de naissance                     | Taille | Poids | Poste                        | Club                         |
| ------------------------------------- | ------------------------------------- | ------------------------------------- | ------ | ----- | ---------------------------- | ---------------------------- |
| 1                                     | Marcel Keller Gil                     | 8 mai 1990                            | 206    | 94    | Central                      | RWE Volleys Bottrop          |
| 2                                     | Ubirajara Pereira                     | 25 août 1970                          | 198    | 87    | Central                      | Castelo da Maia GC           |
| 3                                     | Carlos Liborio                        | 7 juillet 1990                        | 197    | 87    | Réceptionneur-attaquant      | SC Caldas                    |
| 4                                     | Joao Coelho                           | 24 juin 1981                          | 185    | 90    | Libero                       | SL Benfica                   |
| 5                                     | Marco Ferreira                        | 4 octobre 1987                        | 202    | 94    | Réceptionneur-attaquant      | BCC-NEP Castellana Grotte    |
| 6                                     | Alexandre Ferreira                    | 13 novembre 1991                      | 203    | 87    | Réceptionneur-attaquant      | BCC-NEP Castellana Grotte    |
| 7                                     | Ivo Casas                             | 21 septembre 1992                     | 182    | 71    | Libero                       | Castelo da Maia GC           |
| 8                                     | Tiago da Silva Violas                 | 27 mars 1989                          | 193    | 82    | Passeur                      | Jastrzębski Węgiel           |
| 9                                     | Nuno Pinheiro                         | 31 décembre 1984                      | 193    | 89    | Passeur                      | Tours Volley-Ball            |
| 10                                    | Filipe Pinto                          | 26 février 1991                       | 194    | 85    | Réceptionneur-attaquant      | SC Espinho                   |
| 11                                    | Carlos Fidalgo                        | 16 mai 1987                           | 198    | 95    | Central                      | Vitoria SC                   |
| 12                                    | Joao Jose                             | 7 juin 1978                           | 195    | 87    | Central                      | VfB Friedrichshafen          |
| 13                                    | Valdir Sequeira                       | 22 novembre 1981                      | 196    | 86    | Réceptionneur-attaquant      | SK Posojilnica Aich/Dob      |
| 14                                    | Idner Faustino Lima Martins           | 19 décembre 1978                      | 195    | 85    | Réceptionneur-attaquant      | Hotvolleys Vienne            |
| 15                                    | Rui Botas dos Santos                  | 24 mars 1984                          | 203    | 98    | Central                      | Chenois Volleyball Club      |
| 16                                    | José Gomes                            | 21 octobre 1994                       | 198    | 90    | Réceptionneur-attaquant      | GC Vilacondense              |
| 17                                    | Miguel Rodrigues                      | 2 mars 1993                           | 191    | 68    | Passeur                      | SL Benfica                   |
| 18                                    | André Lopes                           | 12 septembre 1982                     | 193    | 86    | Réceptionneur-attaquant      | Chaumont VB52                |
| 19                                    | Ricardo Silva                         | 30 août 1990                          | 194    | 82    |                              | Assoc. Acad. Espinho         |
| 20                                    | Joao Magalhaes                        | 13 juin 1988                          | 189    | 75    | Passeur                      | SL Benfica                   |
| 21                                    | José Monteiro (en)                    | 21 octobre 1991                       | 180    | 70    | Passeur                      | SC Espinho                   |
| 22                                    | Eurico Peixoto                        | 13 mai 1981                           | 192    | 90    | Réceptionneur-attaquant      | Vitoria SC                   |
|                                       |                                       |                                       |        |       |                              |                              |
| Encadrement technique                 | Encadrement technique                 |                                       |        |       | Légende                      | Légende                      |
| Entraîneur : Flavio Gulinelli         | Entraîneur : Flavio Gulinelli         | Entraîneur : Flavio Gulinelli         |        |       | : Capitaine                  | : Capitaine                  |
| Entraîneur(s) adjoint(s) : Hugo Silva | Entraîneur(s) adjoint(s) : Hugo Silva | Entraîneur(s) adjoint(s) : Hugo Silva |        |       | : Joueur blessé actuellement | : Joueur blessé actuellement |

## Russie
| No                                         | Nom                                        | Date de naissance                          | Taille | Poids | Poste                        | Club                         |
| ------------------------------------------ | ------------------------------------------ | ------------------------------------------ | ------ | ----- | ---------------------------- | ---------------------------- |
| 1                                          | Sergueï Antipkine                          | 28 mars 1986                               | 197    | 92    | Passeur                      | VK Grozny                    |
| 2                                          | Sergueï Makarov                            | 28 mars 1980                               | 196    | 97    | Passeur                      | Belogorie Belgorod           |
| 3                                          | Nikolaï Apalikov                           | 26 août 1982                               | 203    | 103   | Central                      | Zenit Kazan                  |
| 4                                          | Taras Khteï                                | 22 mai 1982                                | 205    | 109   | Réceptionneur-attaquant      | Belogorie Belgorod           |
| 5                                          | Sergueï Grankine                           | 21 janvier 1985                            | 195    | 96    | Passeur                      | Dinamo Moscou                |
| 6                                          | Ievgeni Sivojelez                          | 6 août 1986                                | 196    | 90    | Réceptionneur-attaquant      | Zenit Kazan                  |
| 7                                          | Nikolaï Pavlov                             | 22 mai 1982                                | 196    | 93    | Attaquant                    | Goubernia Nijni Novgorod     |
| 8                                          | Alekseï Roditchev                          | 24 mars 1988                               | 196    | 80    | Réceptionneur-attaquant      | Gazprom-Iourga Sourgout      |
| 9                                          | Alekseï Spiridonov                         | 26 juin 1988                               | 196    | 96    | Réceptionneur-attaquant      | Oural Oufa                   |
| 10                                         | Iouri Berejko                              | 27 janvier 1984                            | 196    | 93    | Réceptionneur-attaquant      | Zenit Kazan                  |
| 11                                         | Andreï Achtchev                            | 10 mai 1983                                | 202    | 105   | Central                      | Oural Oufa                   |
| 12                                         | Aleksandr Boutko                           | 18 mars 1986                               | 198    | 97    | Passeur                      | Lokomotiv                    |
| 13                                         | Dmitri Muserski                            | 29 octobre 1988                            | 218    | 104   | Central                      | Belogorie Belgorod           |
| 14                                         | Artiom Volvitch                            | 22 janvier 1990                            | 208    | 96    | Central                      | Lokomotiv Novossibirsk       |
| 15                                         | Dmitri Ilinykh                             | 31 janvier 1987                            | 201    | 92    | Réceptionneur-attaquant      | Belogorie Belgorod           |
| 16                                         | Alekseï Verbov                             | 31 janvier 1982                            | 183    | 79    | Libero                       | Oural Oufa                   |
| 17                                         | Maksim Mikhaïlov                           | 19 mars 1988                               | 202    | 103   | Attaquant                    | Zenit Kazan                  |
| 18                                         | Aleksandr Volkov                           | 14 février 1985                            | 210    | 90    | Central                      | Zenit Kazan                  |
| 19                                         | Maksim Jigalov                             | 26 juillet 1989                            | 201    | 85    | Attaquant                    | Belogorie Belgorod           |
| 20                                         | Artem Iermakov                             | 6 mars 1982                                | 188    | 80    | Libero                       | Belogorie Belgorod           |
| 21                                         | Ilia Jiline                                | 10 mai 1985                                | 196    | 80    | Réceptionneur-attaquant      | Lokomotiv Novossibirsk       |
| 22                                         | Valentin Goloubev                          | 3 mai 1992                                 | 190    | 70    | Libero                       | Lokomotiv Novossibirsk       |
|                                            |                                            |                                            |        |       |                              |                              |
| Encadrement technique                      | Encadrement technique                      |                                            |        |       | Légende                      | Légende                      |
| Entraîneur : Sergio Busato                 | Entraîneur : Sergio Busato                 | Entraîneur : Sergio Busato                 |        |       | : Capitaine                  | : Capitaine                  |
| Entraîneur(s) adjoint(s) : Claudio Rifelli | Entraîneur(s) adjoint(s) : Claudio Rifelli | Entraîneur(s) adjoint(s) : Claudio Rifelli |        |       | : Joueur blessé actuellement | : Joueur blessé actuellement |

## Serbie
| No                                         | Nom                                        | Date de naissance                          | Taille | Poids | Poste                        | Club                         |
| ------------------------------------------ | ------------------------------------------ | ------------------------------------------ | ------ | ----- | ---------------------------- | ---------------------------- |
| 1                                          | Nikola Kovacević                           | 14 février 1983                            | 193    | 78    | Réceptionneur-attaquant      | Asseco Resovia Rzeszów       |
| 2                                          | Uroš Kovačević                             | 6 mai 1993                                 | 197    | 90    | Réceptionneur-attaquant      | Casa Modena                  |
| 3                                          | Marko Ivović                               | 22 décembre 1990                           | 192    | 89    | Réceptionneur-attaquant      | Maliye Milli Piyango Ankara  |
| 4                                          | Nemanja Radović                            | 26 décembre 1990                           | 202    | 94    | Central                      | OK Radnički Kragujevac       |
| 5                                          | Vlado Petković                             | 6 janvier 1983                             | 198    | 97    | Passeur                      | Kaleh Mazandaran             |
| 6                                          | Filip Stoilović                            | 11 octobre 1992                            | 196    | 84    | Réceptionneur-attaquant      | Crvena Zvezda Beograd        |
| 7                                          | Dragan Stanković                           | 18 octobre 1985                            | 205    | 80    | Central                      | Lube Banka Macerata          |
| 8                                          | Filip Vujić                                | 17 octobre 1989                            | 191    | 85    | Libero                       | Crvena Zvezda Beograd        |
| 9                                          | Nikola Jovović                             | 13 février 1992                            | 197    | 75    | Passeur                      | VfB Friedrichshafen          |
| 10                                         | Miloš Nikić                                | 31 mars 1986                               | 194    | 79    | Réceptionneur-attaquant      | Goubernia Nijni Novgorod     |
| 11                                         | Mihajlo Mitić                              | 17 septembre 1990                          | 201    | 90    | Passeur                      | Crvena Zvezda Beograd        |
| 12                                         | Milan Rašić                                | 2 février 1985                             | 205    | 88    | Central                      | ACH Volley Ljubljana         |
| 13                                         | Dušan Petković                             | 27 janvier 1992                            | 202    | 86    | Attaquant                    | Crvena Zvezda Beograd        |
| 14                                         | Aleksandar Atanasijević                    | 4 septembre 1991                           | 200    | 92    | Attaquant                    | PGE Skra Bełchatów           |
| 15                                         | Saša Starović                              | 19 octobre 1988                            | 207    | 89    | Attaquant                    | Lube Banka Macerata          |
| 16                                         | Aleksa Brđović                             | 29 juillet 1993                            | 201    | 73    | Passeur                      | Partizan TE Belgrade         |
| 17                                         | Nikola Mijailović                          | 8 août 1989                                | 191    | 85    | Réceptionneur-attaquant      | Prefaxis Menen               |
| 18                                         | Marko Podraščanin                          | 29 août 1987                               | 204    | 92    | Central                      | Lube Banka Macerata          |
| 19                                         | Nikola Rosić                               | 5 août 1984                                | 192    | 85    | Libero                       | VfB Friedrichshafen          |
| 20                                         | Srećko Lisinac                             | 17 mai 1992                                | 205    | 79    | Central                      | AZS Częstochowa              |
| 21                                         | Nemanja Petrić                             | 28 juillet 1987                            | 202    | 86    | Réceptionneur-attaquant      | Sir Safety Perugia           |
| 22                                         | Milija Mrđak                               | 26 octobre 1991                            | 200    | 87    | Attaquant                    | Sidigas HS Atripalda         |
|                                            |                                            |                                            |        |       |                              |                              |
| Encadrement technique                      | Encadrement technique                      |                                            |        |       | Légende                      | Légende                      |
| Entraîneur : Igor Kolaković                | Entraîneur : Igor Kolaković                | Entraîneur : Igor Kolaković                |        |       | : Capitaine                  | : Capitaine                  |
| Entraîneur(s) adjoint(s) : Strahinja Kozić | Entraîneur(s) adjoint(s) : Strahinja Kozić | Entraîneur(s) adjoint(s) : Strahinja Kozić |        |       | : Joueur blessé actuellement | : Joueur blessé actuellement |